# HD 77912
Désignations
HD 77912, également désignée HR 3612, est une étoile de la constellation boréale du Lynx. Elle est visible à l'œil nu avec une magnitude apparente de 4,56. L'étoile présente une parallaxe annuelle de 4,63 mas mesurée par le satellite Gaia, ce qui indique qu'elle est distante d'environ 216 pc (∼705 al) de la Terre. Elle s'en éloigne à une vitesse radiale héliocentrique de +16,1 km/s. Elle possède une vitesse particulière de 23,1+2,9
 −1,1 km/s, ce qui en fait une étoile en fuite candidate.
HD 77912 est une étoile géante lumineuse jaune de type spectral G7 II Ba0,2, avec la notation « Ba0,2 » qui indique que son spectre présente une légère surabondance en baryum. Elle est estimée être 4,6 fois plus massive que le Soleil et son rayon est 33 fois plus grand que le rayon solaire. L'étoile est 1 168 fois plus lumineuse que le Soleil et sa température de surface est de 4 899 K.